# 食品化學
食品化學（英語：food chemistry），是在食品領域之中，研究食品裡所有天然與非天然食材的合成或分解的化學過程和相互作用。研究內容的主要範圍，包括食品營養成份分析、食品色香味化學、食品加工化學、食品物理化學和食品有害成分化學。

## 歷史
食品化學的歷史可追溯到18世紀末期時，許多著名的化學家進行相關研究，例如：卡尔·威廉·舍勒於1785年從蘋果萃取出蘋果酸，汉弗里·戴维於1813年出版一本書《Elements of Agricultural Chemistry》（農業化學元素）。

## 水
食品的主要成分是水，例如在生鮮肉類裡佔了50％到95％，蔬菜或水果裡也富含水份。水份的多寡常與細菌的生長和食品腐敗變質相關。
食品保鮮的關鍵之一，是減少食品中水的含量，或是經由冷卻或冷凍來降低細菌在水中的活性，以提高食品的保存時間。

## 碳水化合物

蔗糖是人類常見的食糖品种之一。

碳水化合物，又稱醣類，主要分成四大類：單醣、雙醣、低聚醣和多醣。
除了少數例外（如脱氧核糖或氨基糖），單醣的化學式是：(CH2O)n。
A鏈的單糖可構成多醣形式，例如果胶、右旋糖酐、洋菜膠、黄原胶……等。
像多醣可作为儲存養分的物質，如澱粉和糖原；或作为動物外骨骼和植物細胞的細胞壁，如：甲殼素和纖維素；另如五碳醛醣的核醣是構成各種輔因子的不可或缺失之物質，如ATP、FAD和NAD）也是一些遺傳物質分子的骨幹（如RNA）。
而人類血液之中，主要提供熱量的來源是葡萄糖。
- 白利糖度，是測量糖度的單位。
- 升糖指數，是用於衡量糖類食品對血糖量的影響。

## 脂類
人體所需脂類 ，大致可以分為膽固醇、中性脂肪（三酸甘油酯）、磷脂質、游離脂肪酸等4種。

它的主要生理功能包括儲存能量、做為脂溶性維生素（如維生素A、D、E和K）載體、構成細胞膜以及膜的訊息傳導等。
脂質可以廣義定義為疏水性或雙親性小分子；某些脂質因為其雙親性的特質（兼具親水性與疏水性），能在水溶液環境中形成囊泡、脂質體或膜等構造。生物體內的脂質完全或部分源自兩種截然不同的生物次單元：酮酸基與異戊二烯脂質可以概分為八類：脂肪酸、甘油脂、甘油磷脂、鞘脂（神經脂質）、醣脂質、聚酮类（由酮乙基次單元聚合而成）、固醇脂类，以及孕烯醇酮脂类（由異戊二烯次單元縮合聚合而成）。食物中的脂肪酸，主要來自穀物如玉米、大豆等，或動物性油脂，如牛奶、奶酪、肉類的脂肪等。

## 蛋白質
蛋白質是一种复杂的有机化合物，是由氨基酸分子呈线性排列所形成，相邻氨基酸残基的羧基和氨基通过肽键连接在一起。蛋白质的氨基酸序列是由对应基因所编码。除了遗传密码所编码的20种“标准”氨基酸，在蛋白质中，某些氨基酸残基还可以被翻译后修饰而发生化学结构的变化，从而对蛋白质进行激活或调控。多个蛋白质可以一起，往往是通过结合在一起形成稳定的蛋白质复合物，发挥某一特定功能。
蛋白质是地球上生物体中的必要组成成分，参与了细胞生命活动的每一个进程。
蛋白質普遍存在於人類食物之中，例如肉類、海鮮或大豆等。此外，經由有机合成技術，一些蛋白質也可以透過化學方式來合成。

## 酶
酶，或稱酵素，指具有生物催化功能的高分子物質。 在酶的催化反应体系中，反应物分子被称为底物，底物通过酶的催化转化为另一种分子。几乎所有的细胞活动进程都需要酶的参与，以提高效率。在食品工業裡，具有多種用途，發酵、釀造等。

## 維生素

核黃素
水溶性維生素B_{2}

维生素，又稱维他命是一系列有机化合物的统称。它们是生物体所需要的微量营养成分，而一般又无法由生物体自己生产，需要通过饮食等手段获得。
维生素不能像醣类、蛋白质及脂肪那样可以产生能量或组成细胞，但是它们对生物体的新陈代谢起调节作用。
维生素分成水溶性與脂溶性，水溶性维生素不易積蓄於人體內，會隨者排尿一起排出，且容易在烹調中遇熱破壞；而脂溶性维生素，易溶於非極性有機溶劑，而不易溶於水，可隨脂肪為人體吸收並在體內儲積，排泄率不高。
缺乏维生素會導致一些病症；適量攝取可以保持身體健康；過量攝取易導致中毒。
人體一共需要13種維生素，其中包括4種脂溶性維生素（維生素A，D，E，K）和9種水溶性維生素（8種維生素B，維生素C）。

## 礦物質
礦物質，又稱為無機鹽或膳食礦物質，除了碳、氫、氮和氧之外，也是生物必需的化學元素之一，也是構成人體組織、維持正常的生理功能和生化代謝等生命活動的主要元素，約佔人體體重的4.4%。以人體的需求量區分為宏量元素與微量元素。他們可以自然地存在於食物中，或是元素或礦物形式地被加入，例如碳酸鈣或氯化鈉。有部份這些添加物來自自然來源，例如經過加工磨成粉末的牡蠣殼。
適當的攝取各種礦物質，是有助於維持身體健康。然而攝取過量卻可能會直接或間接導致一些病症，這歸咎於身體裡礦物質之間的競爭特性。例如，攝取大量的鋅雖不會有害於自己，但卻會導致銅攝取不足。

## 色素
食用色素，是食品添加劑的一種，用於改善物品外觀的可食用染料。
基於感官分析，色彩鮮豔的食品比較容易引發消費者的購買慾與食慾。
常用於食物或飲料的加工品。例如在歐盟列管的E编码裡，食用色素為E100到E199，例如：
- E102，柠檬黄， FD&C黄色5号、食用黃色四號[10]、C.I.（英语：Colour Index International） 19140（酸性黄23）、酒石黄、肼黄。
- E127，赤藓红， FD&C紅色3號、食用紅色七號[11]、C.I.（英语：Colour Index International） 45430（酸紅51）
- E150a～E150d，焦糖色素

有些食用色素可能來自動物或昆蟲的原料所製造，而被認為不適合素食者食用。

## 調味料
調味料或香料是影響人類對於食物的味覺或嗅覺的關鍵因素。在常温下能揮發出香味的物質稱為香精，可分為天然香精和合成香精兩大類。天然香精通常指從動植物中萃取出的香精。合成香精通常是利用化工原料，通過化學加工而生產的香料。風味化學家們發明了許多合成香精，被廣泛應用在許多大量生產的食品之中，使得這些食物具有其氣味卻不含其應有的營養成分，例如使得大量販售的果汁或汽水裡頭不含任何水果的成份。

## 食品添加劑
食品添加物被加入在食品生產或製造過程中，在食品中加入一些化學製品，用來改變食品的色澤、氣味、或調整食物口感及延長保存時間（防腐劑、抗氧化劑）。在20世紀50年代以前，食品添加物採用負面表列的方式，凡是不在明令禁止的名單上，就可以添加到食品中。現在大多數國家都規定，只有獲得許可的添加劑才能在食品中使用。國際食品法典委員會制定食品添加物的國際編碼系統，作為各國政府自訂食品添加物標準時的參考。歐盟亦自訂E编码。

## 外部連結
- 食品科技研究所相關 - 臺灣機構典藏 NTUR （页面存档备份，存于）
- 食品化學參考講義 - 澎湖科技大學食品科學學系 （页面存档备份，存于）
- 食品化學應用 - 蘇澳高級海事水產職業學校水產食品科 （页面存档备份，存于）
- SGS 台灣 - 食品化學分析 - 農業 & 食品產業